# Praczaszka
Praczaszka, czaszka stara (łac. paleocranium) – filogenetycznie starsza część czaszki.
W obrębie mózgoczaszki wyróżnić można, biorąc pod uwagę jej filogenezę, dwie części. Śladem po tym jest ilość nerwów czaszkowych. U bardziej bazalnych kręgowców, takich jak bezżuchwowce, ryby i płazy, występuje tylko 10 par nerwów czaszkowych. Ostatnia para obejmuje u nich nerw błędny (X). Cała mózgoczaszka występująca u tych organizmów może zostać określona jako praczaszka.
Inaczej sprawa ta wygląda u gadów, ptaków i ssaków. Grupy te cechuje wyższy rozwój mózgowia. W efekcie oprócz praczaszki pojawia się czaszka nowa. W efekcie występuje szerszy zestaw nerwów czaszkowych. U owodniowców występują niespotykane u bardziej bazalnych kręgowców parzyste nerwy dodatkowy (XI) i podjęzykowy (XII). Podczas gdy nerw dodatkowy pochodzi z nerwu błędnego, ostatni z nerwów czaszkowych powstał z nerwów rdzeniowych, które uległy połączeniu i wciągnięciu w obręb czaszki.